# Stanisław Jerzy Hofmokl
Stanisław Jerzy Hofmokl (ur. 23 października 1869 we Lwowie, zm. 24 marca 1943 w Zarzeczu koło Niska) – prawnik, ziemianin, mecenas sztuki, publicysta.
Był synem Franciszka, sędziego Sądu Najwyższego w Wiedniu, i Wilhelminy Ostrowskiej. Jego bratem był Zygmunt Hofmokl-Ostrowski, żoną – Romana Zaleska, dziedziczka dóbr w Łahodowie, gdzie gościli m.in. Leopold Staff, Kornel Makuszyński, Kazimierz Przerwa-Tetmajer.
W 1908 r. Hofmokl zakupił majątek w Zarzeczu koło Niska od Klemensa Kostheima. Niebawem do Zarzecza zaczęli przybywać artyści: malarz Zefiryn Ćwikliński, scenograf Józef Maciej Wodyński, rzeźbiarz Henryk Kunzek, Bronisława Ostrowska i jej mąż Stanisław Kazimierz Ostrowski.
Córka Hofmoklów, Janina (zmarła przedwcześnie w 1923 r.), wyszła za mąż za Tadeusza Woytkowskiego. W dniu 1 marca 1916 r. urodziła im się córka, Maria Salomea. Wychowywana przez dziadków 21 września 1935 wyszła za mąż za Alfreda Feliksa Wielopolskiego, który w późniejszym czasie pełnił funkcję szefa kancelarii prezydenta Ignacego Mościckiego.
W czasie II wojny światowej w zarzeckim majątku ukrywały się i przebywały następujące osoby: Edward Bertold, Józef Kostrzewski, Stefania Łobaczewska czy Jerzy Sawicki.
Hofmokl współpracował z podziemiem niepodległościowym, działał także w Radzie Głównej Opiekuńczej. Został zamordowany przez oddział Gwardii Ludowej pod dowództwem Antoniego Palenia ps. "Jastrząb" 24 marca 1943 w czasie gdy oddział rabował dworek w Zarzeczu. Pogrzeb odbył się dwa dni później. Grób Hofmokla znajduje się na cmentarzu w Zarzeczu.
Stanisław Hofmokl zajmował się również publicystyką ekonomiczną, komentując ze znawstwem tematu palące zagadnienia i kwestie związane z tą problematyką. Opublikował trzy prace:
- Uzdrowienie waluty: projekty ustaw zmierzających do uregulowania stosunków walutowych w Polsce wraz z motywami: (wobec zamierzeń min. skarbu dr. J. Michalskiego), Warszawa-Lwów 1921;
- Projekt doraźnej sanacyi skarbowo-gospodarczej, Warszawa 1926;
- Oddłużenie średniej własności ziemskiej czy likwidacja: temat do dyskusji, Warszawa 1934[10].

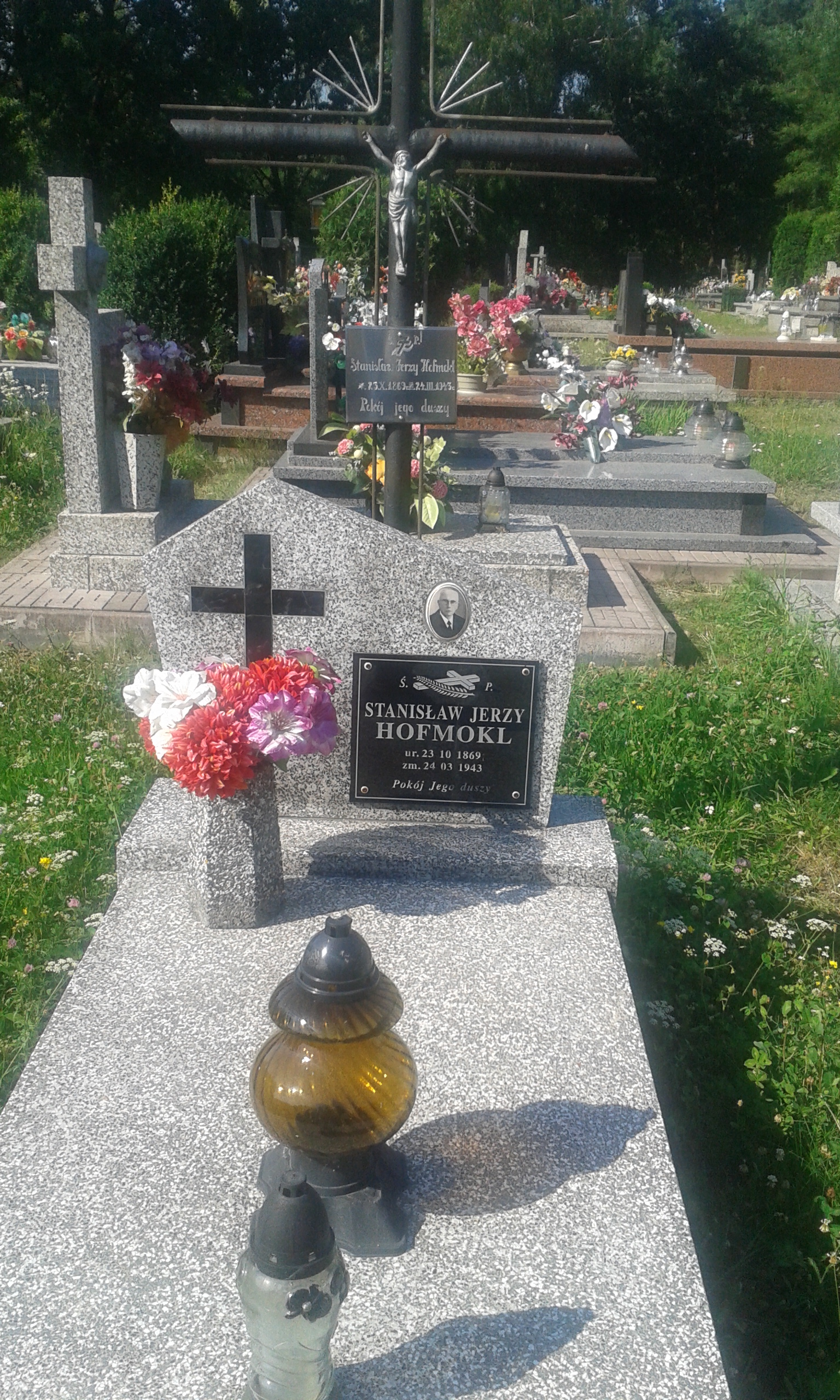
Nagrobek S.J.Hofmokla